# ۱۱۱۵۵۸ برت
سیارک ۱۱۱۵۵۸ (به انگلیسی: 111558 Barrett، نامگذاری:2002AZ) صد و یازده هزار و پانصد و پنجاه و هشتمین سیارک کشف شده‌است که در ۶ ژانویه ۲۰۰۲ کشف شد.